# セガフレード・ザネッティ

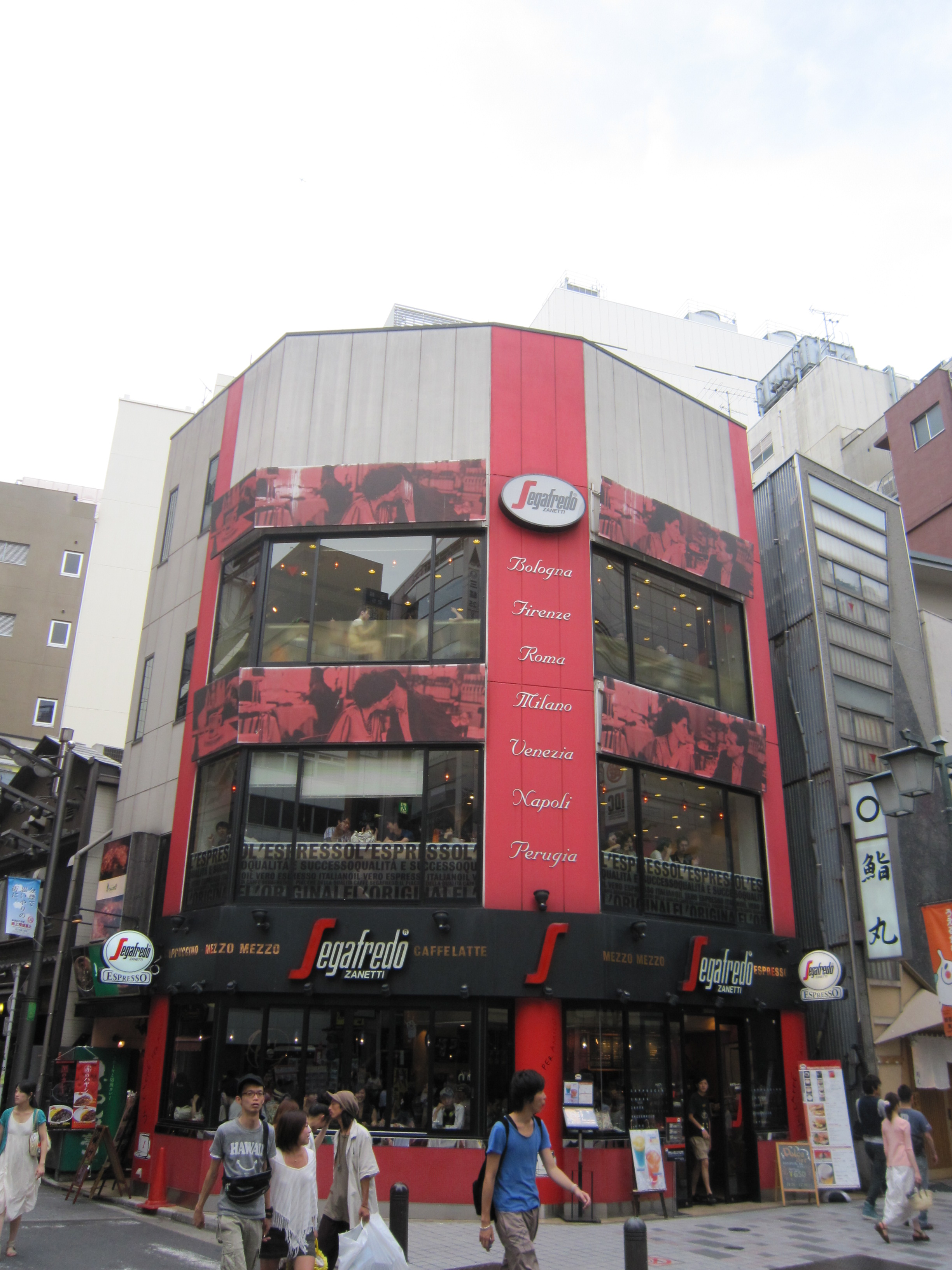
Segafredo ZANETTI新宿三丁目店

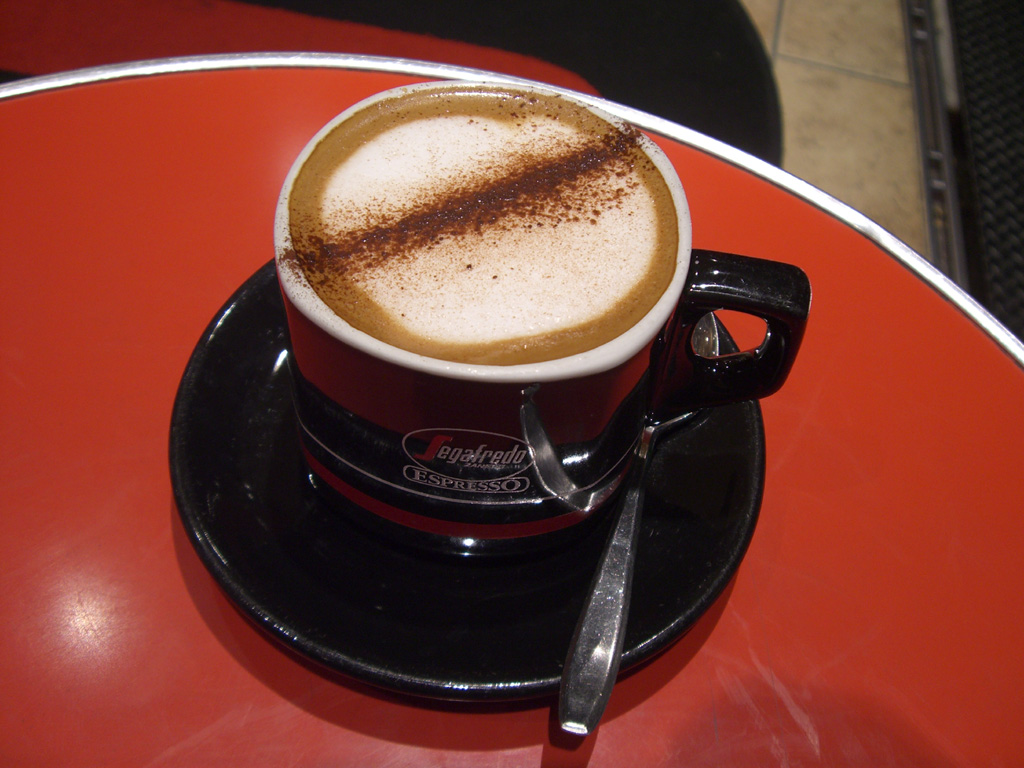
Segafredo ZANETTIのメッツオメッツオ

セガフレード・ザネッティ・エスプレッソ（イタリア語：Segafredo ZANETTI Espresso）は、イタリア・ボローニャに本社を持つ飲食店チェーン。

## 概要
世界各国に600以上の店舗を展開し、エスプレッソを中心的な商品とするが、酒類の提供も行われているためカフェ・バールに分類される。ブラジルには世界最大規模の自家農園を保有しており、自社ロースターでコーヒー豆を焙煎、自社製造のエスプレッソマシンで抽出する。生豆の生産から抽出に至るまで徹底した管理のもと商品を提供するこだわりを持つ。食べ物に関してはスターバックスなどとの差別化のひとつとして特に力を入れており、メニューにはパニーニなどがある。オーダーを受けてから調理する食事を提供している点が特徴として挙げられる。
日本ではセガフレード・ザネッティ・ジャパン株式会社が、1998年12月に渋谷・文化村通りに1号店を出店したのを始めとし、関東を中心に28店ほどを展開している。以前は大阪のユニバーサルシティや心斎橋にも店舗を持っていたが、現在は近畿圏から撤退している。
赤と黒のツートーンカラーをメインにした洗練された店内と、エスプレッソを中心にしたおしゃれなドリンク類などで注目されるバールであり、ほとんどの店舗で分煙化がなされているが喫煙可の席数が多い傾向にある。
店名が「セガフレード・ザネッティ・エスプレッソ」と長いため「セガフレード」もしくは「セガ」などと略されることが多い。なお、セガ略だが、ゲームメーカーのセガや、その持株会社であるセガグループなど先頭の文字(セガ、Sega)と読まれる企業と混同しそうだが一切関係ない。セガフレードは創業者のFrancesco Segafredoから、ゲームブランドのセガは前身の企業名「SERVICE GAMES JAPAN」の略が由来である。
特徴としては、
- 本格エスプレッソが300円で味わえる。他の大手チェーン店と異なり、チョコレートが添えられた形で提供される。
- エスプレッソだけでなく生ビール、カクテル、ワインなどアルコール類も楽しめ、アンティパスト（おつまみ）も用意されている。
- 赤と黒のツートーンカラーをメインにした洗練されたインテリア。

などが上げられる。
また、ここではイタリアでも親しまれている「コレット」という飲み方も味わえることができ、コーヒーに入れるリキュールが1ショット（一部を除き10cc）100円から用意されている（単品でも注文可）。
イタリア本社は2016年シーズンから同国で盛んな自転車競技（サイクルロードレース）を支援する活動の一環として、UCI（国際自転車競技連合）のトップカテゴリーであるUCIワールドチームでアメリカ籍のトレック・セガフレードにセカンドスポンサーとして出資していたが、2023年をもって撤退した。

## ギャラリー

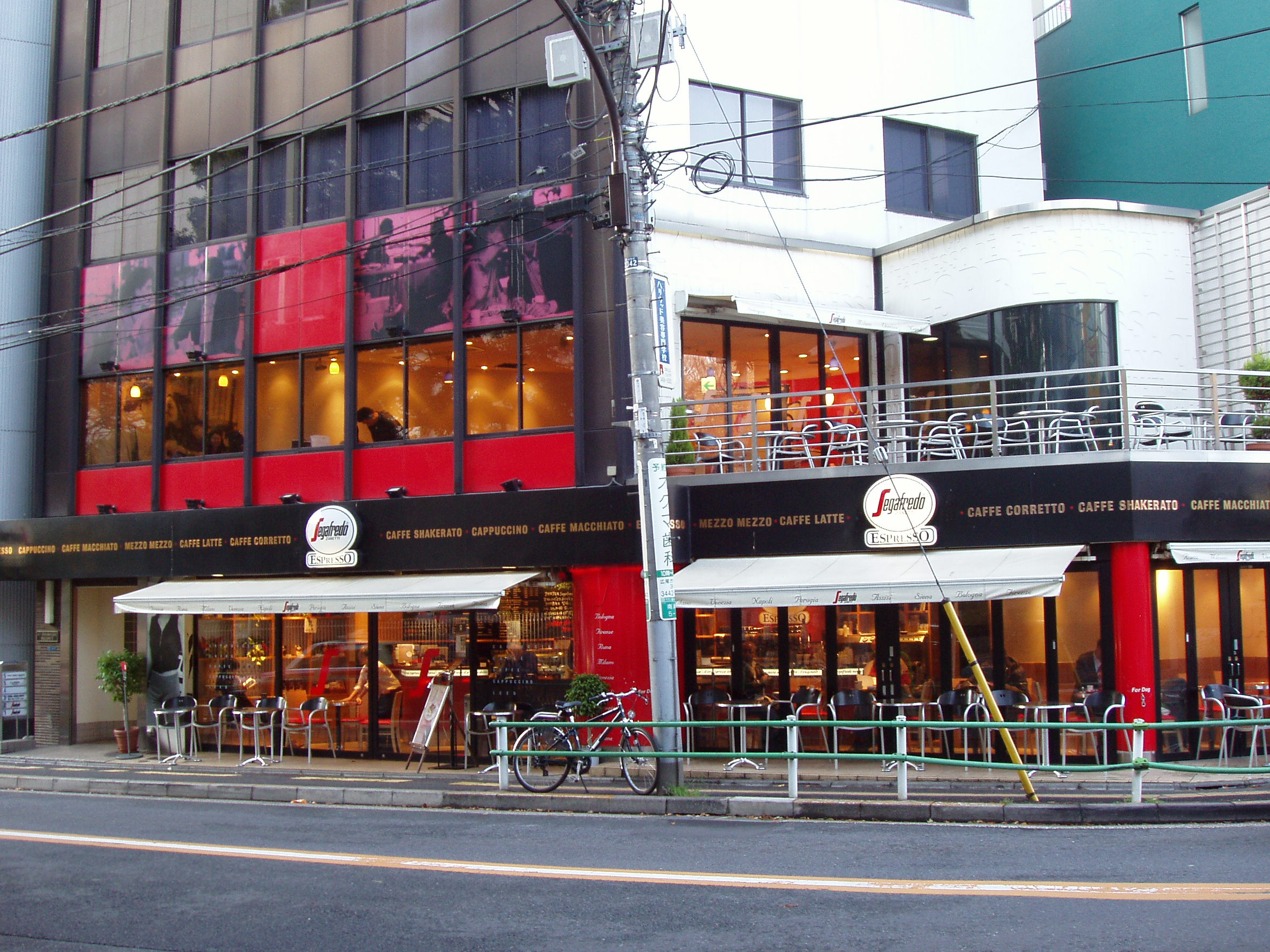
セガフレード・ザネッティ広尾店（2007年12月30日撮影）
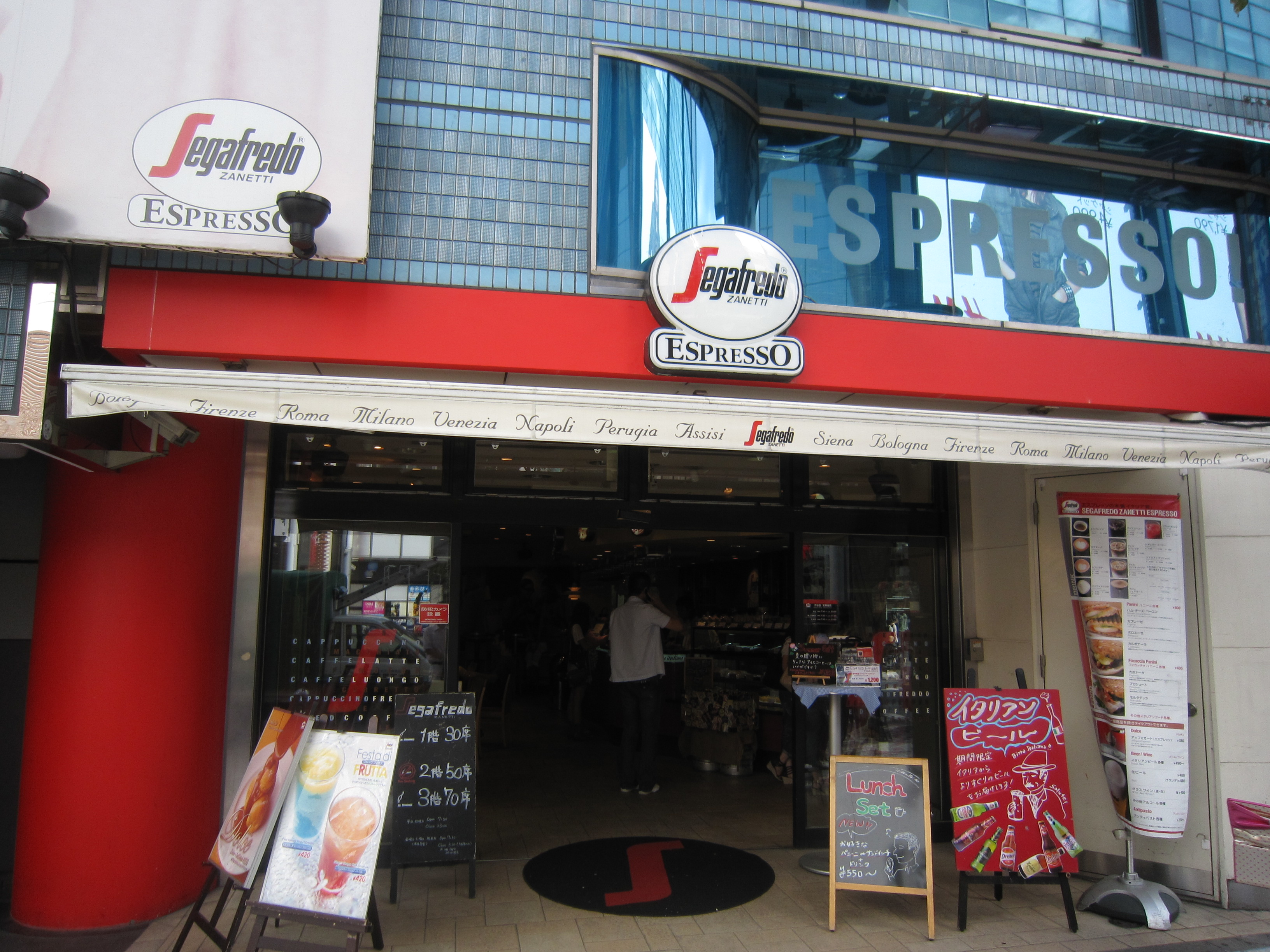
Segafredo ZANETTI渋谷店